# WWF SmackDown!
WWF SmackDown!, noto in Giappone come Exciting Pro Wrestling, è un videogioco di wrestling del 2000, sviluppato da Yuke's e pubblicato da THQ su licenza della World Wrestling Federation (WWF) in esclusiva per PlayStation.

## Roster
| Superstars       | Divas     |
| ---------------- | --------- |
| Albert           | Chyna     |
| Al Snow          | Debra     |
| Big Boss Man     | Ivory     |
| Big Show         | Jaqueline |
| Bradshaw         | Tori      |
| Bubba Ray Dudley |           |
| Chris Jericho    |           |
| Christian        |           |
| D'Lo Brown       |           |
| D-Von Dudley     |           |
| Edge             |           |
| Faarooq          |           |
| Gangrel          |           |
| Gerald Brisco    |           |
| The Godfather    |           |
| Hardcore Holly   |           |
| Jeff Hardy       |           |
| Kane             |           |
| Ken Shamrock     |           |
| Mankind          |           |
| Mark Henry       |           |
| Matt Hardy       |           |
| Mideon           |           |
| Mr. Ass          |           |
| Pat Patterson    |           |
| Paul Bearer      |           |
| Road Dogg        |           |
| The Rock         |           |
| Shane McMahon    |           |
| Steve Austin     |           |
| Steve Blackman   |           |
| Test             |           |
| Triple H         |           |
| The Undertaker   |           |
| Val Venis        |           |
| Vince McMahon    |           |
| Viscera          |           |
| X-Pac            |           |